# آلن آر. باترزبای
سر آلن راشتون باترزبی (Sir Alan Rushton Battersby)‏ FRS (4 مارس ۱۹۲۵ – ۱۰ فوریه ۲۰۱۸)، یک شیمیدان آلی بود که به خاطر کارش در تعریف واسطه‌های شیمیایی در مسیر بیوسنتتیک در ساخت ویتامین B12 و مکانیسم‌های واکنشی آنزیم‌های دخیل در آن شناخته شده‌است. همچنین گروه تحقیقاتی او به دلیل سنتز پیشسازهای برچسبگذاری شده با مواد رادیویی پیشساز بیوسنتز آلکالوئیدی و شیمی فضایی واکنش‌های آنزیمی سرشناس بود. او چندین جایزه شامل مدال سلطنتی در ۱۹۸۴ و مدال کاپلی در ۲۰۰۰ میلادی را برنده شد. او افتخارات ۱۹۹۲ نیویورک عنوان شوالیه را دریافت کرد. باترزبی در فوریه ۲۰۱۸ میلادی در سن ۹۲ سالگی فوت کرد.

## اوایل زندگی و تحصیلات
آلن باترزبی در لی، لنکشایر، در ۴ مارس ۱۹۲۵ میلادی به دنیا آمد. او یکی از فرزندان ویلیام باترزبی معمار و همسرش هیلدا بود. در سن ۱۱ سالگی وارد مدرسه گرامر لی شد، جایی که معلم شیمی او یعنی آقای اوانس او را تربیت و تشویق نمود. او دوست داشت که مدرسه خود را تا ششم ادامه دهد اما به این علت که در سن شانزده سالگی جنگ جهانی دوم از راه رسید، تصمیم گرفت که باید از طریق کار برای BICC در کارخانه محله‌شان، به جنگ بپیوندد. او به زودی به این نتیجه رسید که تصمیمش اشتباه بوده و لذا زمان اضافه خود را جهت مطالعه مستقل برای مدرک دبیرستان صرف نمود، مدرکی که برای ورود به دانشگاه لازم بود. در اکتبر ۱۹۴۳ میلادی، آلن باترزبیدر دپارتمان دانشگاه منچستر جای گرفت و بورسیه‌ای را جهت پشتیبانی از مطالعاتش در مقطع لیسانس را کسب نمود. او با افتخار کلاس اول در ۱۹۴۶ میلادی فارغ‌التحصیل شد و همان سال بورسیه تحقیقات شیمی مرسر (که به افتخار جان مرسر نامگذاری شده) و گرنت DSIR را کسب نمود. این جوایز به او امکان داد تا یک دوره MSc را در ۱۹۴۷ (منچستر) تحت نظارت دکتر هال تی اوپنشاو تکمیل نماید. هنگامی که اوپنشاو به عنوان ریدر در دانشگاه سنت اندروز گماشته شد، هردو به آنجا نقل مکان نموده و سمت دستیار مدرس در دانشگاه سنت اندروز را کسب نمودند. اولین سمت او از ۱۹۴۹ تا ۱۹۵۳ طول کشید، اما این وظیفه دو سال به خاطر فلوشیپ فاند مشترک المنافع به دلیل مطالعات پسا-دکترایش در ایالات متحده دچار وقفه شد. اولین سال این دوره را در مؤسسه تحقیقاتی راکفلر و با لیمن سی. کرایگ در نیویورک، در حال کار بر روی آنتی‌بیوتیک‌های پپتیدی تیروسیدین و گرامیسیدین S سپری شد. سال دوم آن را درگیر نقل مکان به دپارتمان بیوشیمی دانشگاه ایلینوی بود و با هربرت کارتر بر روی فاکتور اکسیداسیون پیرووات کار کرد.

## حرفه متأخر
در ۱۹۵۴ میلادی، آلن باترزبی به عنوان مدرس در دانشگاه بریستول گماشته شد، جاییکه تا ۱۹۶۲ میلادی را در آن مکان سپری نمود. این دوره ای بود که او گروه تحقیقاتی متشکل از دانشجویان دکترا و پست دکترای خود را تأسیس نمود. در ۱۹۶۲ میلادی به عنوان پروفسور شیمی در دانشگاه لیورپول تأیین شد و تا ۱۹۶۹ میلادی، یعنی زمانی که به پروفیسوری دانشگاه کمبریج منتقل شد و تبدیل به فلو در کالج سنت کاترین شد، در این سمت باقی ماند. در این زمان، این سمت، دومین کرسی شیمی آلی در آن دانشگاه به حساب می‌آمد که به‌طور خاص برای او ایجاد شده بود؛ لورد تاد در آن زمان اولین شخصی بود که این کرسی را تصاحب کرد. در ۱۹۸۸ میلادی، پروفسور باترزبی را برای کرسی معتبر ۱۷۰۲ شیمی در دپارتمانش انتخاب نمودند و این سمت را تا زمان بازنشستگی‌اش در ۱۹۹۲ میلادی در دست داشت، زمانی که گرنت بازنشستگی افتخاری را در کالج و دپارتمانش بدست آورد که منعکس کننده خدمات متمایز وی بود.

## تحقیقات
خروجی کامل کار سر آلن در بیش از ۳۵۰ مقاله عمدتاً بازبینی شده با داوری همتا، منتشر شده‌است. تحقیقات او بخصوص در دانشگاه کمبریج، رهیافت بسیار مساعدت آمیزی پیدا کرد که با توجه به بازه زمانی طولانی آن پروژه‌های بلند پروازانه، ضروری بود. جدا از دانشجویان پسا-فارغ‌التحصیل و پسا-دکترایش، که معمولاً در دوره زمانی ۱ تا ۳ ساله این دوره‌ها را می‌گذراندند، گروه باترسپی شامل سایر اعضای کرامندان آکادمیک آن دپارتمان هم می‌شد که از میانشان جیم استاونتون، تد مک دونالد و فینیان لیپر، شایان ذکر اند. این گروه توسط گرنت‌های خارجی تأمین مالی می‌شدند، همچون این موارد: SERC, EPSRC تراست لورتولم، هالمن-لا راش، بنیاد وولفسون و زنکا.

### آلکالوئیدها
آلکالوئیدها گروهی از ترکیبات شیمیایی طبیعی هستند که غالباً شامل اتم‌های بازی نیتروژن می‌باشند. این ترکیبات دارای دامنه وسیعی از فعالیت‌های دارویی اند که باعث شده نزد محققان جذابیت داشته باشند. قبل از دهه ۱۹۵۰ میلادی، آزمایش‌ها اغلب شامل تجزیه شیمیایی و جزئی سنتز کامل ساختارهای ممکنی بودکه جهت تعیین هویت شیمیایی‌شان که ناشی از وضعیت فضاییشان بود، لازم بود و اغلب به راحتی نیز قابل توصیف نبودند. این وضعیت در مورد امتین که برای درمان التهاب آمیبی به کار می‌رود نیز صادق بوده و موضوع تز دکترای آلن باترزبی بوده که خود بعدها در مورد آن توضیحاتی را ارائه نمود.

### محصولات طبیعی هم و تقلیدگران
کار گروه باترزبی بر روی بیوسنتز محصولات طبیعی مرتبط با هم، شامل سنتز قابل توجهی از مواد آلی بود. به عنوان مثال، این محصولات هم‌های کاملاً مصنوعی a،‏ هم d1‏ و سیروهیدروکلورین را تولید می‌کردند. یکی دیگر از چالش‌های مربوط به سنتز خالص، تحقیق در مورد عملکرد آنزیم‌های شامل لیگاندهای مرتبط با پورفیرین بود یا (در مورد هموگلوبین) هم مورد استفاده جهت انتقال اکسیژن با کمک تقلید اینگونه خواص بدون بازگشت به پروتئینی که در طبیعت حول جایگاه فعال قرار دارد. آلن باترزبی تصمیم گرفت که تقلیدگران میوگلوبین و سیتوکروم P450 را مورد بررسی قرار دهد و اهداف مصنوعی را طراحی نماید که کامپلکس کئوردینانس حاوی فلز را سنتز کرده و رفتار آن را با سامانه طبیعی که جایگزین آن می‌شد را مورد مقایسه قرار می‌داد. اهداف کوچک-مولکول، پورفیرین‌ای حامل استخلافات در موقعیت‌هایی بودند که تداخلشان با خواص الکترونیکی کومپلکس فلزی در آن موقعیت‌ها محتمل نبود. تا زمان بازنشستگی‌اش در ۱۹۹۲، این حوزه از شیمی بسیار فعال شده بود.

### شیمی فضایی واکنش‌های آنزیمی
کاری که در بالا توصیف شد، زیرمجموعه‌ای از حوزه گسترده‌تری است که تلاش دارد تا شیمی فضایی و مکانیسم کاتالیز آنزیمی را توصیف کند. گروه باترزبی از تخصص خود استفاده کرده تا سوبسترای برچسب گذاری شده با تریتیوم را جهت کاوش تعدادی از سامانه‌های آنزیمی همچون هیستیدین دکربوکسیلاز و تیروزین دکربوکسیلاز، مورد استفاده قرار دهد.

## زندگی شخصی
آلن باترزبی با مارگارت روت (با نام تولد هارت) در ۱۹۴۹ ازدواج کرد. همسر او گیاهشناسی بود که در ۱۹۹۷ فوت کرد. آن‌ها دو پسر به نام‌های مارتین و استیفن و چهار نوه داشتند. پس از فوت مارگارت، آلن سه نبیره بدست آورد. در دوران بازنشستگی از پیاده‌روی و ماهی‌گیری با طعمه مصنوعی لذت برده اما ارتباط خود را نیز با همکاران و دانشجویان قدیمی از دست نداد.

## افتخارات و جوایز
آلن باترزبی دکترای افتخاری را از دانشگاه خود، یعنی دانشگاه سنت اندروز در ۱۹۷۷،‏ دانشگاه راکفلر، دانشگاه شفیلد در ۱۹۸۶،‏ دانشگاه هریوت-وات در ۱۹۸۷،‏ دانشگاه بریستول در ۱۹۹۴‏ و دانشگاه لیورپول در ۱۹۹۴.‏ در ۱۹۸۸، به عنوان عضو افتخاری خارجی آکادمی هنر و علوم آمریکا و عضو خارجی آکادمی ملی علوم هند در ۱۹۹۰ انتخاب شد. او جایزه وولف در شیمی را به همراه دویلیو آریگونی از ETH زوریخ در ۱۹۸۹ به این دلیل کسب نمود: «مشارکت‌های بنیادینشان در روشن ساختن مکانیسم واکنش‌های آنزیمی و بیوسنتز محصولات طبیعی، علی‌الخصوص در رنگدانه‌های حیات»